# Victims of Love
Victims of Love to piąty singel zespołu Good Charlotte z płyty Good Morning Revival. Zostanie wydany tylko w Ameryce Północnej 29 stycznia 2008. Po wydaniu płyty szybko zauważono podobieństwo intra piosenki do singla zespołu t.A.T.u. o tytule Not Gonna Get Us.